# Art balgo contemporain
Les peintres de l'art balgo contemporain ou de Balgo Hills sont une communauté artistique aborigène d'Australie.
Ils peignent des paysages abstraits vus du ciel, sous la forme d'un entrelacs de lignes, d'une infinité de points, d'une multitude de formes géométriques tracés dans des couleurs flamboyantes. L'art contemporain des peintres de Balgo Hills en particulier, et celui des aborigènes en général, puise tout son sens dans l'histoire de la civilisation la plus ancienne du monde.
Selon Alain Nicolas : « l'art balgo permet enfin de reparler du contenu dans l'art contemporain (…) Ces peuples ont élaboré le plus vieux système religieux qui ait jamais existé, ils ont créé ce que nous appelons « art », qui est avant tout, pour eux, un langage. »

## Histoire de la création de l'art balgo contemporain
C'est à la fin des années 1970 que deux conseillers artistiques anglais, Geoff Bardon et Peter Fannin ont découvert le potentiel artistique des artistes aborigènes de Balgo Hills et ont vu la possibilité de réaliser une opération mercantile prometteuse. Ils fournirent gratuitement des toiles, plus faciles à transporter que les panneaux de bois utilisés habituellement.
Un débat avait alors eu lieu dans la communauté, au sujet des risques de rendre tangible et permanent un art, par nature et destination éphémère, et uniquement destiné à être utilisé dans le cadre de cérémonies fermées et secrètes. Il inventèrent alors une forme publique de leur art qui pourrait porter une part de leur philosophie, mais sans pour autant briser les tabous sacrés et secrets. Pour ce faire, ils transformèrent et firent évoluer les codes graphiques de leurs ancêtres.
Alors que traditionnellement, l'acte créatif dans l'art balgo était réservé aux hommes, les femmes de Balgo Hills purent, rapidement, accéder à la procédure de création et obtinrent des hommes l'autorisation d'inclure des points. Plus tard l'usage des couleurs « bleue » et « verte » permit d'élargir leur palette et de rendre leurs œuvres plus lumineuses.
L'art balgo contemporain a séduit de nombreuses galeries et de nombreux collectionneurs dans les pays occidentaux, engendrant un commerce vivace. Sa force et sa richesse permettent de l'inscrire dans l'histoire de l'art, mais pour Alain Nicolas : « Notre responsabilité est engagée mais n'est-ce pas non plus un moyen de protéger ces peuples en danger ? »

## Expositions
- Été 2004, au Musée des Arts africains, océaniens et amérindiens de Marseille, ont été exposés 62 toiles.